# 王毅 (1962年)
王毅（1962年10月—），山东费县人，中华人民共和国生态经济学家，中国民主促进会中央常委。

## 生平
1985年，毕业于清华大学和中国科学院研究生院。他在中国科学院研究生院生态经济专业学习，取得博士学位。此后，分别在中国环境科学研究院、中国科学院生态环境研究中心、中国科学院国情研究中心研究国情分析、资源环境政策与发展战略。曾任世界银行、亚洲开发银行、全球环境基金、联合国开发计划署、世界自然基金会等十余个国际组织、基金会、双边机构的项目咨询顾问。
他是中国科学院科技政策与管理科学研究所研究员、副所长、博士生导师，中国科学院可持续发展战略研究组组长、首席科学家。此外，他还兼任中国科学院可持续发展研究中心副主任，中国科学院气候变化研究中心副主任，中国科学院自然与社会交叉科学研究中心副主任，中国科学院大学兼职教授，还担任中国可持续发展研究会、中国能源研究会、中国环境科学学会等多家学术机构以及期刊的常务理事、理事、编委。
他还担任第十一届全国人大代表，民进中央常委、科技医卫委员会主任、民进北京市委常委。2013年，成为第十二届全国人大一次会议江西团成员。2013年3月，当选第十二届全国人大常委会委员。2018年2月24日，当选为第十三届全国人大代表。
他主要从事可持续发展相关领域的公共政策与发展战略研究。